# Torsten Wustlich
Torsten Wustlich (* 2. Februar 1977 in Annaberg-Buchholz) ist ein ehemaliger deutscher Rennrodler und startete für den WSC Erzgebirge Oberwiesenthal.
Er gewann gemeinsam mit André Florschütz am 15. Februar 2006 bei den Olympischen Winterspielen in Turin die Silbermedaille im Doppelsitzer-Rennrodeln. Vier Jahre später belegten sie bei den Olympischen Winterspielen in Vancouver den 5. Platz.

## Erfolge

### Olympische Spiele
- 2006: Silbermedaille
- 2010: 5. Platz

### Weltmeisterschaften
- 1999: 4. Platz
- 2001: Goldmedaille (Calgary)
- 2004: Silbermedaille
- 2005: Goldmedaille (Park City), ebenso im Team
- 2008: Goldmedaille (Oberhof), ebenso im Team
- 2009: Silbermedaille

### Gesamtweltcup
| Saison    | Platz | Punkte |
| --------- | ----- | ------ |
| 1998/99   | 08.   | 0295   |
| 1999/2000 | 07.   | 0274   |
| 2000/01   | 02.   | 0545   |
| 2001/02   | 08.   | 0339   |
| 2002/03   | 015.  | 0190   |
| 2003/04   | 02.   | 0599   |
| 2004/05   | 02.   | 0570   |
| 2005/06   | 03.   | 0542   |
| 2006/07   | 07.   | 0371   |
| 2007/08   | 04.   | 0526   |
| 2008/09   | 010.  | 0276   |
| 2009/10   | 01.   | 0592   |

### Weltcupsiege
| Nr. | Datum         | Ort            | Bahn                                              |
| --- | ------------- | -------------- | ------------------------------------------------- |
| 1.  | 20. Jan. 2001 | Altenberg      | Rennschlitten- und Bobbahn Altenberg              |
| 2.  | 6. Dez. 2003  | Calgary        | Bob- und Rennschlittenbahn im Canada Olympic Park |
| 3.  | 17. Jan. 2004 | Winterberg     | Bobbahn Winterberg                                |
| 4.  | 20. Nov. 2004 | Sigulda        | Rennrodel- und Bobbahn Sigulda                    |
| 5.  | 2. Jan. 2005  | Oberhof        | Rennrodelbahn Oberhof                             |
| 6.  | 14. Jan. 2006 | Innsbruck-Igls | Olympia Eiskanal Igls                             |
| 7.  | 28. Jan. 2006 | Oberhof        | Rennrodelbahn Oberhof                             |
| 8.  | 14. Feb. 2008 | Sigulda        | Rennrodel- und Bobbahn Sigulda                    |
| 9.  | 20. Feb. 2009 | Whistler       | Whistler Sliding Centre                           |
| 10. | 5. Nov. 2009  | Altenberg      | Rennschlitten- und Bobbahn Altenberg              |

| Nr. | Datum         | Ort       | Bahn                                  |
| --- | ------------- | --------- | ------------------------------------- |
| 1.  | 6. Jan. 2005  | Königssee | Kombinierte Kunsteisbahn am Königssee |
| 2.  | 17. Feb. 2008 | Sigulda   | Rennrodel- und Bobbahn Sigulda        |

| Personendaten    | Personendaten        |
| ---------------- | -------------------- |
| NAME             | Wustlich, Torsten    |
| KURZBESCHREIBUNG | deutscher Rennrodler |
| GEBURTSDATUM     | 2. Februar 1977      |
| GEBURTSORT       | Annaberg-Buchholz    |